# 释仁德
释仁德（1926年6月23日—2001年8月），俗名李德海，男，江苏泰州人，中国佛教僧人，曾任中国佛教协会常务理事，第七、八、九届全国政协委员。